# Tyler Carter

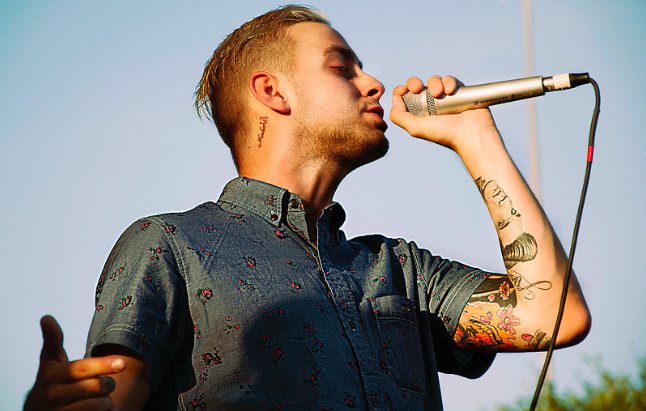
Tyler Carter (2013)

Derek Tyler Carter (* 30. Dezember 1991 in Suwanee, Georgia) ist ein US-amerikanischer Rockmusiker. Er spielte in der Band Woe, Is Me und gründete 2012 die Band Issues, aus der er 2020 ausgeschlossen wurde.

## Leben
Derek Tyler Carter wurde am 30. Dezember 1991 in Suwanee, Georgia geboren und wuchs in Habersham County, Georgia auf. Bereits in jungen Jahren lernte Carter Schlagzeug spielen. In seinen Jahren an der Highschool spielte er bei A Pass Less Travelled wo er Michael Bohn kennenlernte, welcher später mit ihm die Band Woe, Is Me gründen sollte.
Zu Highschool-Zeiten hatte er vor gemeinsam mit seiner besten Freundin Musik zu machen. Es wurden Verhandlungen mit diversen Konzertagenturen und Plattenfirmen geführt, welche weit fortgeschritten waren, ehe im Oktober 2008 bekannt wurde, dass seine beste Freundin bei einem Verkehrsunfall ums Leben kam. Er wollte seinen Traum Musiker zu werden zunächst aufgeben und sich als Psychologie-Student an der Auburn University einzuschreiben. Jedoch strich er dieses Vorhaben, nachdem Rise Records Interesse an Woe, Is Me zeigte.
In einem Interview im Jahr 2013 outete sich Tyler als bisexuell. Im Jahr 2020 erhoben mehrere Personen Vorwürfe des Sexuellen Missbrauchs von Kindern, weshalb er aus der Band Issues ausgeschlossen wurde.

## Karriere
2009 wurde er gemeinsam mit Michael Bohn bei Woe, Is Me aufgenommen, da man einen Cleansänger und einen Shouter suchte. Mit Woe, Is Me veröffentlichte er das Album Number[s], das über Rise Records erschien. Nach seinem Ausstieg bei Woe, Is Me arbeitete er zunächst an seiner Solokarriere und unterschrieb bei Velocity Records, dem Sublabel von Rise Records. Inzwischen ist Woe, Is Me nicht mehr aktiv.
2012 gründete er die Rockband Issues, welches eine EP und ein Album über Rise Records herausbrachten.

## Diskografie

### Mit Woe, Is Me
- 2010: Number[s] (Rise Records)

### Mit Issues
- 2012: Black Diamond (EP, Rise Records)
- 2014: Issues (Rise Records)
- 2014: Diamon Dreams (EP, Rise Records)
- 2016: Headspace (Rise Records)

### Gastauftritte
- 2010: I Will Destroy the Wisdom of the Wise aus Revision:Revise von A Bullet for Pretty Boy
- 2010: I Hate the Holidays von Mat Musto
- 2012: Two Steps Forward, No Steps Back aus Mistaken for Trophies von His Statue Falls
- 2012: Inception aus It’s Now or Never von Make Me Famous
- 2012: There's No Turning Back von All Things Will End
- 2012: Transcendents von Vita Versus
- 2012: Lion Skin aus Ground Dweller von Hands Like Houses
- 2013: High and Low aus Outcasts von Palisades
- 2013: Now or Never aus Material Me von Tilian
- 2013: The Drinking Song aus The Edge von Russ
- 2013: Super Alcalina aus Morla and The Red Balloon von Time Traveller
- 2014: Chasing Hearts aus Savages von Breathe Carolina
- 2014: In the Mouth of Madness von Nightmares
- 2014: The Young and Beyond Reckless aus Through Art We Are All Equals von Slaves
- 2014: The Illusionist aus Rebel-Revive von Jamie’s Elsewhere
- 2014: These Mountains aus Still in the Balance von Me  In A Million
- 2014: What I Never Learned In Study Hall aus The Predator Becomes the Prey von Ice Nine Kills
- 2015: Slice of Life aus Daydreamer von I Capture Castle
- 2015: They Still Talk aus Party People’s Anthem von Fronzilla
- 2015: Decision aus 35xxxv von ONE OK ROCK
- 2016: IIII. Complicated aus WHYDFML von badXchannels
- 2016: Desperate aus Boy Hero von Boy Hero
- 2018: 40% Disco aus Dermaga von Sekumpulan Orang Gila